# 오일러-트리코미 방정식
오일러-트리코미 방정식(Euler–Tricomi equation)은 레온하르트 오일러와 프란체스코 트리코미가 만든 천음속 방정식이며 수식은
{\displaystyle u_{xx}+xu_{yy}=0.\,}
이다.

## 같이 보기
- 버거스 방정식
- 차플리긴 방정식